# Battesimo dei quattordici duchi boemi

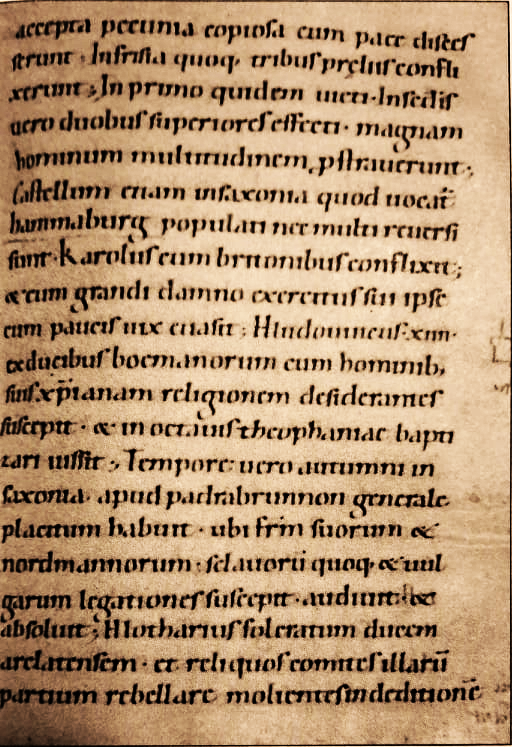
Pagina tratta dagli Annali di Fulda che riferisce la testimonianza del battesimo di quattordici duchi boemi nell'845

Il battesimo dei quattordici duchi boemi (in ceco Křest čtrnácti českých knížat) ebbe luogo il 13 gennaio 845 alla corte di Ludovico II il Germanico, molto probabilmente a Ratisbona, nel Regno dei Franchi orientali. Tale evento è testimoniato esclusivamente dagli Annali di Fulda, peraltro con scarsi e lacunosi dettagli in merito. Le uniche notizie riferite riguardano infatti il dato secondo cui al battesimo parteciparono quattordici aristocratici di diverse tribù boeme, assieme al loro seguito. Molto probabilmente, quegli uomini scelsero di convertirsi al cristianesimo spontaneamente, e non sotto l'influenza di pressioni esterne. La decisione fu probabilmente motivata anche dalla sconfitta subita dagli slavi Obodriti nell'844. Sebbene i nobili avessero accettato il sacramento, pare che in seguito manifestarono la loro opposizione al cristianesimo a causa delle politiche assunte dal sovrano Ludovico II. Nemmeno le ricerche archeologiche hanno suffragato con sicurezza l'evento narrato dagli annali.

## Contesto storico
Buona parte della Boemia divenne un territorio dipendente dall'impero carolingio dall'806, quando fu sottomessa da Carlo Magno. Tuttavia, la convivenza cominciò a divenire difficile intorno all'825. Quando, più tardi, nell'840, l'imperatore Ludovico il Pio attraversò la «terra degli slavi», i boemi lo ostacolarono, probabilmente in quanto già si erano allontanati dall'orbita del regno. Un altro cambiamento avvenne a seguito della firma del trattato di Verdun, avvenuta nell'843, ai sensi del quale il territorio dell'allora regno franco fu diviso in tre aree e la Boemia confluì nella parte orientale dei domini (regno dei Franchi orientali). Quest'ultima toccò a Ludovico il Germanico, che aveva precedentemente governato in quelle regioni in veste di re di Baviera, e sperava con il trattato di ripristinare il suo potere de facto sui principati slavi. Già dopo l'840, dopo la nascita del regno dei Franchi orientali, Ludovico intraprese diverse spedizioni verso est, il cui scopo era quello di soggiogare le tribù slave e costringerle a rendergli omaggio. Gradualmente, egli penetrò nelle terre pagane circostanti ai confini del suo regno e le conquistò a mano a mano. Uno degli eventi cruciali riguardò la sottomissione degli Obodriti, una delle tribù polabe, nell'agosto del 844; fu in quel frangente che perse la vita il capo obodrita Goztomuizli. Successivamente Ludovico spartì quanto occupato tra altri nobili locali, probabilmente fino ad allora fedeli a Goztomuizli. Secondo Dušan Třeštík, gli aristocratici boemi furono battezzati proprio per evitare un potenziale conflitto con il re dei Franchi orientali. Si può pensare che i boemi potrebbero aver seguito l'esempio della Grande Moravia, convertitasi prima della metà del IX secolo al cristianesimo grazie all'intervento di Cirillo e Metodio; ciò migliorò le relazioni bilaterali con l'impero carolingio. Lo studioso Václav Novotný, invece, ha creduto che i boemi non avrebbero goduto della protezione del re Ludovico se non in cambio del battesimo.

## Il battesimo

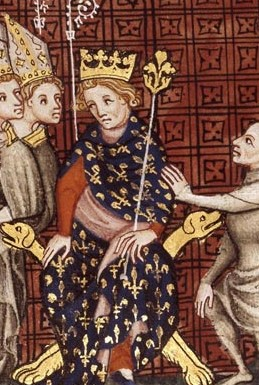
Ludovico II il Germanico, re dei Franchi orientali

Non si sa da dove i nobili desiderosi di battezzarsi partirono per raggiungere Ratisbona, dove si incontrarono oppure ancora se viaggiarono tutti assieme; altrettanto ignota è la durata del viaggio. Inoltre, bisogna considerare che le fonti riferiscono che nel gennaio dell'845 si verificarono forti gelate, motivo per cui appare singolare credere che i nobili boemi si recarono a Ratisbona in condizioni così rigide. Malgrado il gruppo fosse composto da quattordici uomini, occorre menzionare quanto riferito dal Geografo bavarese, autore di un documento relativo alle città situate sulla sponda settentrionale del fiume Danubio, probabilmente nell'843, alla corte di Ludovico II. Il Geografo, così come altri scrittori medievali, affermano che esistevano molti capi di piccole realtà, ognuno al comando di un proprio centro fortificato. Tuttavia, si conoscono soltanto dettagli relativi alla dinastia dei Přemyslidi, che controllavano i dintorni di Praga al più tardi dall'870 circa. Pare che, a quell'epoca, avessero raggiunto una certa influenza nell'élite boema.
(Annali di Fulda (anno 845))
Dušan Třeštík ritiene che la decisione di battezzare o meno i principi fu probabilmente presa da una dieta, ipotesi non documentata in alcun modo, ma sono state compiute diverse ipotesi al riguardo. La Boemia dell'epoca non era unita e non c'era nessun duca che godesse di una posizione privilegiata rispetto agli altri. Poiché non fu condotta nessuna trattativa preliminare, è possibile che Ludovico fosse rimasto sorpreso dalla notizia del battesimo.
Il battesimo ebbe luogo martedì 13 gennaio 845. Gli annali di Fulda affermano che ebbero luogo «nell'ottava dell'Epifania», allora una datazione comune utilizzata per giorni festivi. La celebrazione dell'Epifania, come è noto, si celebra il 6 gennaio. Essa veniva nuovamente celebrata una settimana dopo la celebrazione vera e propria, appunto l'"ottavo giorno". Poiché, nell'845, l'Epifania cadeva di martedì, l'Ottava dell'Epifania veniva celebrata martedì 13 gennaio. Probabilmente, è per questo che il cronista testimonia e sottolinea che fu su ordine di re Ludovico di procedersi in maniera urgente. I battesimi di massa erano allora consentiti soltanto nei giorni di Pasqua e della Pentecoste, mentre quelli individuali erano eccezionalmente consentiti per mancanza di sacerdoti la domenica, come previsto dal grande sinodo di riforma tenutosi a Parigi nell'829 e della Chiesa bavarese nel 796. A quanto pare, i preparativi per il battesimo non ebbero luogo fino al 6 gennaio, quando il sacramento fu celebrato secondo il rito gallicano più antico. Per questa ragione, il vescovo battezzante fu costretto a scegliere una data entro l'ottava dell'Epifania, liturgicamente giustificabile come ripetizione di questa festa.

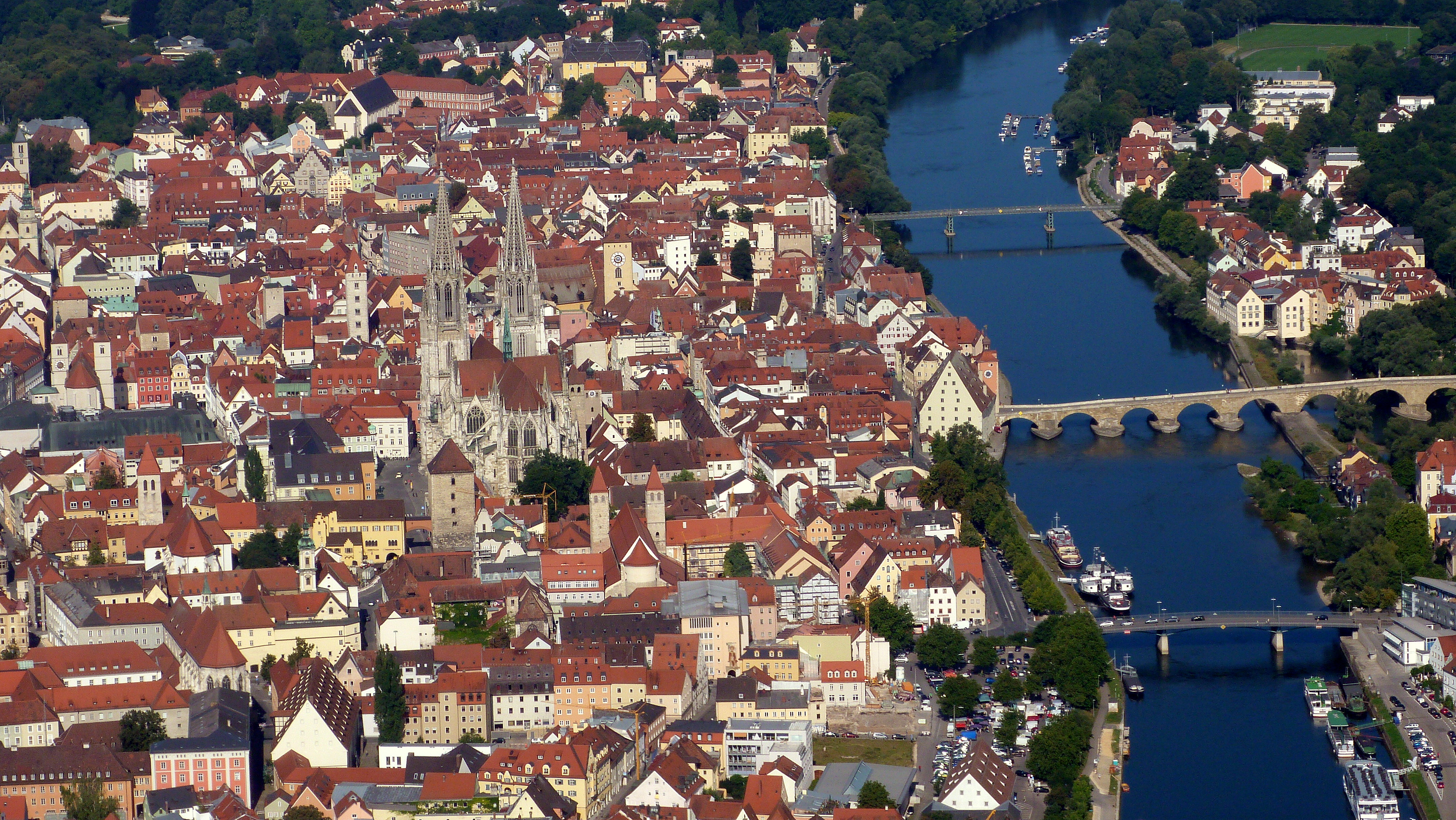
La città medievale di Ratisbona. È incerto se il battesimo ebbe luogo lì o altrove

Non è nemmeno certo il luogo in cui avvenne il battesimo. Si suole indicare Ratisbona poiché i tedeschi trascorsero lì quell'inverno con Ludovico. All'evento parteciparono quattordici signori boemi il cui nome è ignoto assieme al loro seguito, alla presenza dello stesso re Ludovico. Tuttavia, non vi è nessuna certezza che il sacramento fu accettato da tutti i sudditi che rispondevano alle singole tribù. Dušan Třeštík ha sostenuto che i nobili, simbolicamente, si fecero battezzare in nome di tutte le comunità boeme. Ciò è stato rigettato dalla storica polacca Joanna Aleksandra Sobiesiak, poiché secondo lei c'erano almeno tre centri di potere in Boemia all'epoca intorno alle fortezze di Levý Hradec, Drahúš e Kouřim e che agivano in maniera indipendente gli uni dagli altri. I governanti boemi, a quanto sembra, decisero di mettere a disposizione le proprie truppe al servizio di Ludovico per l'anno successivo e accettarono la sua sovranità. Ludovico il Germanico voleva quindi, verosimilmente, assicurarsi un passaggio sicuro attraverso la Boemia per potersi muovere contro i Moravi, come sostenuto da Eric Joseph Goldberg. Per Florin Curta, si trattò di «un semplice atto di capitolazione politica "preventiva", senza conseguenze immediate o a lungo termine». Le opere medievali non menzionano i nomi degli aristocratici, i luoghi di provenienza o eventi successivi che li riguardavano, così come non accennano al perché abbracciarono il cristianesimo. Malgrado il gruppo fosse composto da quattordici uomini, occorre menzionare quanto riferito dal Geografo bavarese, autore di un documento relativo alle città situate sulla sponda settentrionale del fiume Danubio, probabilmente nell'843, alla corte di Ludovico II. Il Geografo afferma che, a quel tempo, nelle terre boeme esistevano quindici castelli. Ciò implicherebbe, quindi, che la quasi totalità dei principali signori attivi in Boemia avesse deciso di accettare il battesimo.
Analizzando nel dettaglio gli incastri cronologici, è possibile che anche il duca Vistrach, menzionato nell'anno 857, fosse stato presente, come immaginato da Miroslav Houška e da Petr Müller. Secondo loro, furono altresì presenti i padri dei duchi Svatoslav, Heriman e forse Spytimír, presenti alla futura battaglia della Moldava combattuta nell'872. Secondo Michal Lutovský, anche il padre o il nonno (a volte associato al leggendario Hostivít) del primo přemyslide storicamente documentato, Bořivoj, potrebbe essere stato a Ratisbona, visto che vi giunsero quasi tutti i capi delle tribù boeme. L'archeologo Pavel Šebesta è stato del parere che pure il capotribù attivo a Cheb avesse abbandonato il paganesimo. Una volta ritornati da Ratisbona, questi avrebbe dovuto iniziare a costruire una chiesa a Cheb.

## Conseguenze

### Storiche

L'Europa sud-orientale nell'850 circa. Il triplice confine tra Grande Moravia (in rosso), Boemia (in grigio) e regno dei Franchi orientali (in grigio) è riportato a nord-ovest della cartina

I boemi si aspettavano che, adottando il cristianesimo e seguendo l'esempio moravo, avrebbero forgiato e consolidato delle relazioni pacifiche con il regno dei Franchi orientali. Tuttavia, quando nell'agosto dell'846, Ludovico il Germanico attaccò la Moravia, con il duca Mojmír I che verosimilmente perì nei combattimenti che ne seguirono, i boemi ne rimasero delusi e si opposero immediatamente all'impero. Quando l'esercito di Ludovico giunse in seguito in Boemia, la gente del posto li scacciò senza pietà e i franchi subirono pesanti perdite. Secondo Eric Goldberg, alcuni sovrani boemi violarono quanto pattuito nell'anno precedente. I rapporti tra il regno franco e la Boemia rimasero tesi, con dei combattimenti su scala minore che continuarono a trascinarsi negli anni. Nell'agosto dell'848 i boemi invasero il territorio franco, ma alla fine furono costretti a negoziare. Il conflitto subì una breve fase di stallo a seguito della battaglia di Zsakes dell'849, quando l'esercito franco riportò una schiacciante sconfitta al confine tra i due domini. Tuttavia, l'offensiva contro i boemi non terminò del tutto con questa lotta e continuò fino all'857, quando una spedizione franca scacciò dalla «città di Vistrakh» il duca Slavitah, il quale si rifiutava di pagare il tributo. Quest'incursione ripristinò il pagamento dei tributi precedentemente imposto ai boemi.

### Religiose
Nelle fonti disponibili, non si accenna alcuna missione di cristianizzazione. František Palacký ha affermato, che in seguito al battesimo a Ratisbona, la Boemia fu sottoposta a quella diocesi, che durò fino alla fondazione del vescovado di Praga indipendente, accaduta intorno al 973. Si presume, tuttavia, che i nobili rinnegarono la nuova fede non molto tempo dopo il battesimo e che il paganesimo in Boemia continuò a persistere fino alla conversione del duca Bořivoj I intorno all'anno 883. Forse ciò avvenne in seguito al venir meno della fiducia in Ludovico II; come affermato da Dušan Třeštík, un'armata tedesca invase la Moravia nell'846. Questa opinione è stata in seguito condivisa da Petr Čornej. All'inizio del XIX secolo, Josef Dobrovský ha teorizzato l'ipotesi secondo cui Bořivoj fosse stato convertito dai sacerdoti che i duchi boemi fecero giungere in Boemia dopo il battesimo nell'845. Vratislav Vaníček ha respinto l'idea secondo cui i boemi avessero rinnegato il cristianesimo, affermando che gli Annali di Fulda avrebbero testimoniato un simile evento. Secondo l'archeologo Pavel Šebesta, almeno il duca regnante a Cheb non abbandonò il cristianesimo.

## Rilevanza storica e prove archeologiche

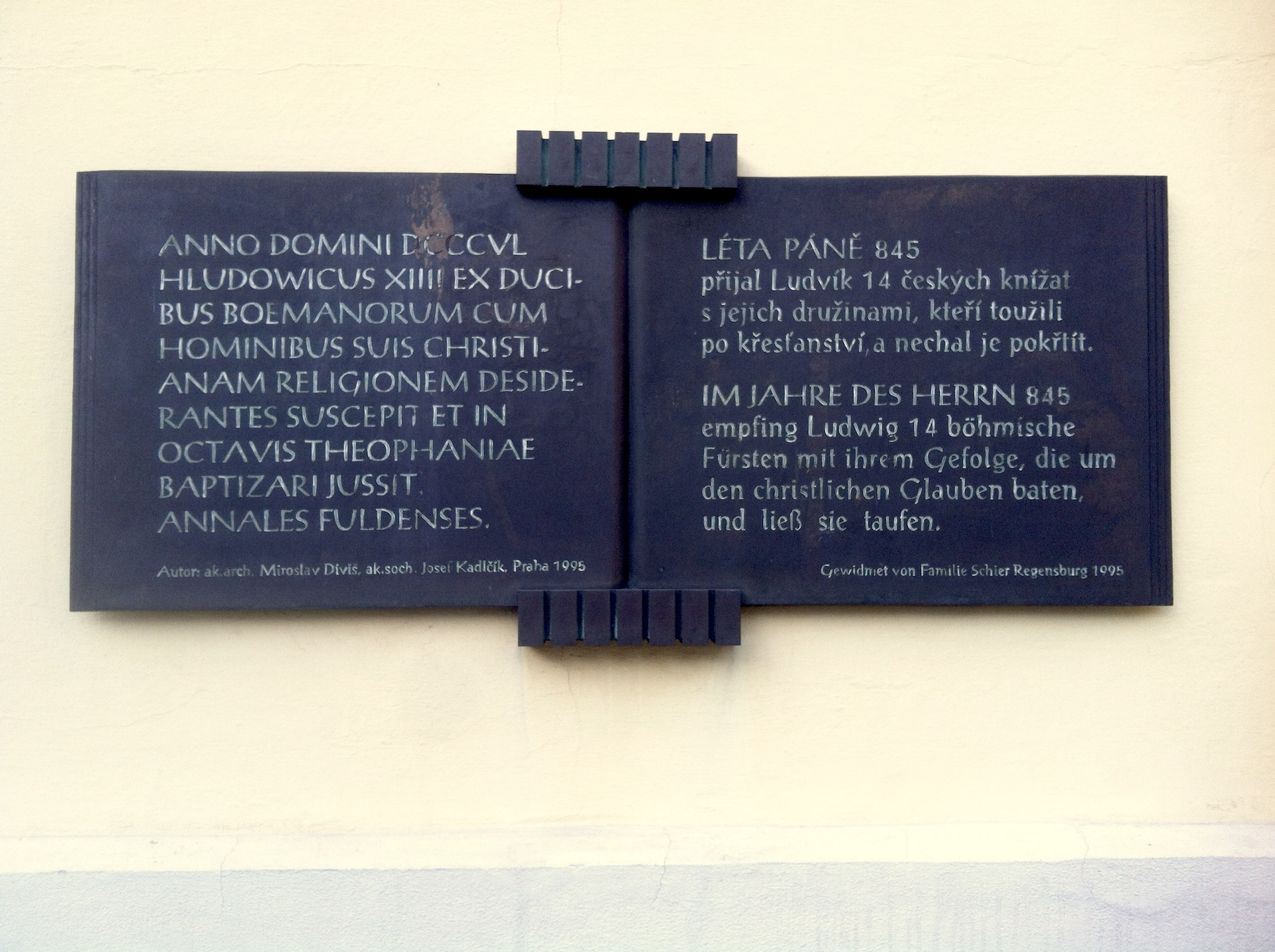
Placca commemorativa trilingue a Ratisbona in latino, tedesco e ceco che commemora il battesimo dei duchi boemi il 13 gennaio dell'845

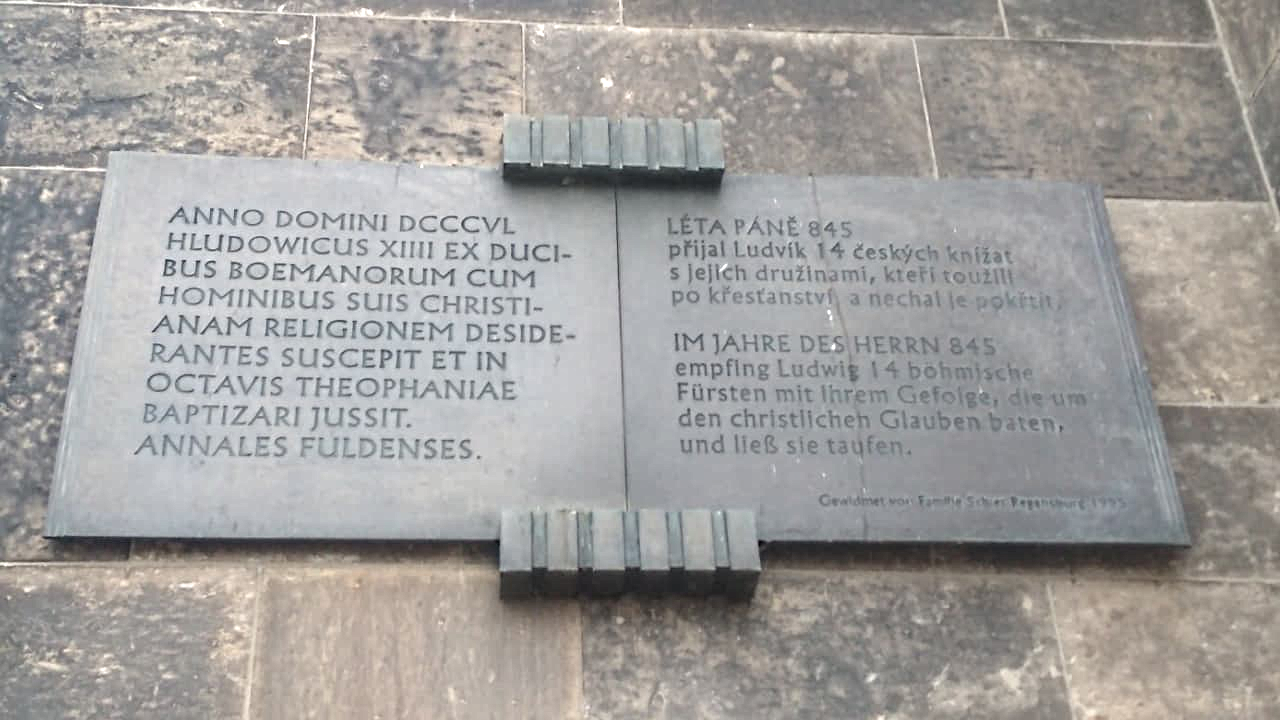
Targa commemorativa a Vyšehrad, Praga

Il battesimo dell'845 viene commemorato in due località diverse: esiste infatti in primis una targa commemorativa trilingue a Ratisbona collocata sulla parete esterna della chiesa di San Giovanni, accanto al duomo cittadino. In epoca carolingia, l'edificio era una cappella battesimale, collegata al coro occidentale della cattedrale. La seconda targa commemorativa, anch'essa realizzata in tre lingue, si trova a Vyšehrad, a Praga, su un muro situato accanto alla porta settentrionale della basilica dei Santi Pietro e Paolo. Entrambe le targhe commemorative sono opera dell'artista e scultore ceco Josef Kadlčík (1941). Nelle traduzioni, si legge l'espressione «li fece battezzare», mentre invece gli Annali di Fulda sostengono: «comandò che fossero battezzati nell'ottava dell'Epifania».
A prescindere dalla veridicità degli eventi, nella seconda metà del IX secolo ebbe luogo un cambiamento dalle pratiche mortuarie. La cremazione tradizionale fu gradualmente soppiantata dall'inumazione e degli oggetti di lusso di stile franco e moravo cominciarono a fare la propria comparsa nelle tombe aristocratiche vicino a molti centri fortificati. A Kolín, nella zona centrale della Repubblica Ceca, è stata per esempio rinvenuta una doppia tomba che ospita probabilmente uno dei quattordici sovrani. Nel luogo di sepoltura sono stati portati alla luce ricchi corredi e doti matrimoniali, con ampia verosimiglianza ricevuti dal nobile a Ratisbona. Inoltre, sono stati ritrovati gioielli, armi e anche un calice, forse simboleggiante gli insegnamenti liturgici. Secondo lo studioso ceco Pavel Šebesta, dopo il battesimo, uno dei suoi partecipanti, originario di Cheb, ordinò la costruzione di una chiesa nella sua città; questa teoria risulterebbe suffragata dalla presenza di sepolture di nobili slavi vissuti nell'epoca in cui presumibilmente ebbe luogo la conversione.